# Consolida stocksiana
Consolida stocksiana és una espècie de plantes amb flors del gènere dels esperons de la família de les ranunculàcies.

## Descripció
Consolida stocksiana és una planta de 20-70 cm d'alçada, ramificada per sota, estrigulosa o amb més pèls estesos per sobre. Les fulles inferiors tenen pecíols llargs, tripartites en segments estretament lobulades, lòbuls oblongs i lineals, més o menys obtusos, fulles intermèdies amb pecíols més curts o sèssils, segments sencers, lineals i espatulats, canaliculats, les puntes dels lòbuls són mucronats i recurvats. Les flors són de color blanc cremós, en un llarg raïm lax. Els pedicels fan fins a 6 mm de llargada, amb dues bractèoles petites a prop de la base. Els sèpals tenen franges centrals violetes de 7 a 11 mm de llargada, les laterals són pubescents només al llarg de la nervadura central, l'esperó és vertical, entre 1,6 a 2,6 mm de llargada i 4 mm d'amplada a la base, lleugerament corbats, afinant gradualment cap al àpex. Els pètals són trilobulats d'uns 8 mm d'alçada i d'uns 11 mm d'amplada, el lòbul mitjà té dos lòbuls terminals arrodonits, els lòbuls laterals estan estesos; i els esperons de 16 a 18 mm. Els fol·licles són cinèrics, estrigosos, erectes, poc cilíndrics, subarcuats, de 8 a 10 mm de llarg i 2,7 mm d'amplada. Els seus estils fan uns 3 mm i són esveltos. Les llavors són subtriangulars i regularment rugoses. El seu període de floreció és entre els mesos d'abril a maig.

## Distribució i hàbitat
Consolida stocksiana creix al Turkmenistan, Pamir-Alai, l'Iran, Afganistan i Pakistan.

## Taxonomia
Consolida stocksiana va ser descrita per **(DC.) Soó i publicat a ** Oesterreichische Botanische Zeitschrift 71: 241, a l'any 1922.
Consolida stocksiana va ser descrita per (Boiss.) Nevski i publicat a Komarov, Fl. URSS. 7: 111, a l'any 1937. Tamura in Kitam., Fl. Afghan. 124. 1960, Munz in J. Am. Arb. 48: 175. 1967, Stewart, Ann. Catalogue Vasc. Pl. W. Pak. & Kashm. 266. 1972, Qureshi & Chaudhri in Pak. Syst. 4(1-2):86.1988 (Fig. 11, C-E).
Etimologia
Vegeu:Consolida
stocksiana: epítet llatí que significa "peluda".
Sinonímia
- Consolida stocksiana var. glabrescens (Boiss.) Tamura
- Consolida stocksiana var. kabulianum (Akhtar) Tamura
- Delphinium kabulianum Akhtar
- Delphinium stocksianum Boiss.

Delphinium stocksianum var. glabrescens Boiss.